# Aristeis
Aristeis é um gênero de traça pertencente à família Agonoxenidae.